# 不是這裡，要往哪裡
《不是這裡，要往哪裡》（日语：ここではない、どこかへ），是日本樂團GLAY的第17張單曲。

## 簡介
- GLAY的最後一張8cm單曲。
- 第5張原創專輯《HEAVY GAUGE》的先發單曲。
- 日本唱片業協會認定為百萬單曲。

作品曲目
1. 不是這裡，要往哪裡
在1999年7月舉辦的演唱會活動GLAY EXPO率先曝光。收錄在A面精選輯《THE GREAT VACATION VOL.2 〜SUPER BEST OF GLAY〜》，也是第一次收錄單曲版本。富士電視《無瑕的愛》日劇主題曲。
2. summer FM
TAKURO為了紀念TERU主持的廣播節目開播5週年所寫的歌曲。歌詞的內容描寫千葉市的稻毛海岸和bayfm的周邊景色。
3. 不是這裡，要往哪裡 (instrumental)

## 收錄專輯
- HEAVY GAUGE（2首都是專輯版本）
- rare collectives vol.1（《不是這裡，要往哪裡》為LIVE版）
- rare collectives vol.2
- THE GREAT VACATION VOL.2 〜SUPER BEST OF GLAY〜